# Sectisodon
Sectisodon — викопний рід гієнодонтових ссавців, які жили від пізнього палеогену до раннього неогену в Єгипті та Уганді.

## Характеристика
Це Hyainailourinae малих розмірів, M1 і M2 однакової довжини.

## Таксономія
Sectisodon markgrafi спочатку був віднесений до Metapterodon Холройдом (1999). Подальше дослідження показало, що M. markgrafi має бути віднесено до Sectisodon на основі спільної подібності з S. occultus.